# Petr Donders
Blahoslavený Petr Donders (27. října 1809 Tilburg, Nizozemsko – 14. ledna 1887, Batavia, Surinam) byl nizozemský redemptoristický kněz a misionář. Katolická církev jej uctívá jako blahoslaveného.

## Životopis
Petr Donders se narodil v Tilburgu. Jeho otcem byl chudý tkadlec a Petrovo dětství bylo plné těžké práce. Chudobní rodiče nemohli Petrovi zajistit studia, Petr totiž toužil po kněžství. Kromě této překážky nebyl Petr ani příliš nadaný. Po čase se našli lidé, kteří byli ochotní mu studia zaplatit, ač měli pochybnosti, zda si s učivem poradí. Do tzv. „malého semináře“ (teologické učiliště na úrovni gymnázia) jej přijali jen jako sluhu. Ve volných chvílích se ale učil. Do semináře jako bohoslovec vstoupil až ve 27 letech.

## Misie a kněžství
Roku 1839 navštívil seminář biskup Jacobus Grooff hledající dobrovolníky do misií. Petr se přihlásil a byl s radostí přijat. Dne 5. června 1842 byl Petr Donders vysvěcen na kněze. Krátce po svěcení odjel na misie do Surinam. Tam se setkal s náboženskou lhostejností a pokleslou morálkou. Pracoval mezi černochy, kterých byl velkým přítelem. P. Donders se také staral o nemocné, dokonce sloužil i těm, které postihlo malomocenství. Také pro ně žebral.

## Mezi malomocnými
Koncem roku 1855 nebo začátkem roku 1856 se přesunul sloužit do osady Batavie, vyhrazené malomocným. Pro malomocné denně sloužil mši svatou, ošetřoval je, přičemž se vystavoval značnému riziku, že se nakazí.

## Vstup k redemptoristům
V roku 1856 poznal v Surinamu kněze z kongregace redemptoristů, ke kterým záhy vstoupil. Dne 24. července 1857 začal noviciát a za rok složil první sliby. Mons. Schnapp, surinamský představený redemptoristů, se o něm vyjadřoval jako o příkladu ctností. Už za svého života byl považován za světce, a to dokonce i protestanty, se kterými byl také v kontaktu.

## Smrt
P. Donders zemřel 14. ledna 1887 na silný zánět ledvin. Beatifikován byl 23. května 1982. Beatifikoval ho papež sv. Jan Pavel II.